# Église Saint-Clément de Saint-Clément-sur-le-Vey
L'église Saint-Clément de Saint-Clément-sur-le-Vey est une église catholique qui se dresse sur la commune française d'Osmanville dans le département du Calvados, en région Normandie.
L'église est inscrite au titre des monuments historiques par arrêté du  23 septembre 1998.

## Localisation
L'église Saint-Clément est située au hameau éponyme, à 1,5 kilomètre au nord-ouest de la commune d'Osmanville, dans le département français du Calvados. Elle servait de repère aux personnes souhaitant se rendre dans le Bessin et qui franchissaient les marais et la baie des Veys.

## Historique
L'église existait au XIe siècle car le jeune duc de Normandie Guillaume dit le Bâtard s'y arrêta pour prier le 14 janvier 1046 : fuyant pour sa survie sa résidence de chasse de Valognes en raison d'un complot des barons du Bessin et du Cotentin qui veulent le supprimer pour le remplacer par Guy de Brionne, son cousin appelé aussi Guy de Bourgogne. Il traversa le Grand Vey en pleine nuit entre Brucheville et Saint Clément.
Les éléments les plus anciens de l'église actuelle sont du XIIe siècle selon Arcisse de Caumont. La nef est du XIIe siècle. Le chœur et la tour sont pour leur part datés du XVe siècle.
Le haut des murs a été refait à une époque indéterminée.
Le prieuré du Plessis-Grimoult avait le patronage de la cure.

## Description
Le chœur possède une voûte et deux travées et la nef en comporte trois.
La tour comporte un toit en bâtière.
Au-dessus d'une porte en plein cintre Arcisse de Caumont évoque une inscription illisible et peut-être datée du XIIe siècle. Il relève aussi une inscription du XVIIe siècle dans le mur ouest.